# Fereshteh Hosseini
Fereshteh Hosseini (persa: فرشته حسینی)  (Teheran, 26 d'abril de 1997) és una actriu afganesa-iraniana. És més coneguda pels seus papers a Parting (2016), The Frog (2020–2021) i Dwelling Among the Gods (2024).
Hosseini va guanyar el premi a la millor actriu al 16è Festival Internacional de Cinema de Marràqueix per la seva actuació a Parting.

## Joventut
Fereshteh Hosseini va néixer el 26 d'abril de 1997 a Teheran, Iran. Els seus pares eren dos immigrants hazares afganesos que van emigrar a l'Iran abans del seu naixement a causa de la guerra a l'Afganistan.
Hosseini té quatre germanes anomenades Masoumeh, Maryam, Hanieh i Zahra, i un germà anomenat Mohammad. La seva germana Maryam també és actriu.

## Vida personal
El 2020, van començar a circular rumors sobre una relació entre Hosseini i Navid Mohammadzadeh. L'abril de 2021, Mohammadzadeh va confirmar els rumors publicant una publicació a Instagram. La parella es va casar el juliol de 2021.

## Filmografia

### Pel·lícules
| Any  | Títol                          | Paper           | Director             | Notes                 | Ref.   |
| ---- | ------------------------------ | --------------- | -------------------- | --------------------- | ------ |
| 2015 | I'm a Happy Actress            | Sakineh         | Samereh Rezaee       | Pel·lícula documental | [ 8 ]  |
| 2016 | Parting                        | Fereshteh       | Navid Mahmoudi       |                       | [ 9 ]  |
| 2018 | Rona, Azim's Mother            | Hengameh        | Jamshid Mahmoudi     |                       | [ 10 ] |
| 2018 | Willed                         | Woman           | Ashkan Kheilnezhad   | Curtmetratge          | [ 11 ] |
| 2019 | Yalda, a Night for Forgiveness | Anar            | Massoud Bakhshi      |                       | [ 12 ] |
| 2019 | Tsunami                        | Targol Ebrahimi | Milad Sadrameli      |                       | [ 13 ] |
| 2019 | Seven and a Half               | Fereshteh       | Navid Mahmoudi       |                       | [ 14 ] |
| 2022 | Squad of Girls                 | Simin           | Monir Gheidi         |                       | [ 15 ] |
| 2022 | Timeless                       |                 | Kian Yaghouti        | Curtmetratge          | [ 16 ] |
| 2022 | Won't You Cry?                 | Saba            | Alireza Motamedi     |                       | [ 17 ] |
| 2024 | Dwelling Among the Gods        | Fereshteh       | Vuk Ršumović         |                       | [ 18 ] |
| 2024 | Hard Shell                     | Leila           | Majid Reza Mostafavi |                       | [ 19 ] |

### Multimèdia
| Any           | Títol              | Paper             | Director           | Notes                        | Plataforma | Ref.   |
| ------------- | ------------------ | ----------------- | ------------------ | ---------------------------- | ---------- | ------ |
| 2020–2021     | The Frog           | Leila             | Houman Seyyedi     | Paper principal; 15 episodis | Namava     | [ 20 ] |
| 2024– present | The Asphalt Jungle | Hengameh Sabaghan | Pejman Teymourtash | Paper principal; 14 episodis | Namava     | [ 21 ] |

### Videoclips
| Any  | Títol      | Artistes         | Notes                    | Ref.   |
| ---- | ---------- | ---------------- | ------------------------ | ------ |
| 2019 | My Beloved | Shervin Hajipour | De la pel·lícula Tsunami | [ 22 ] |

## Teatre

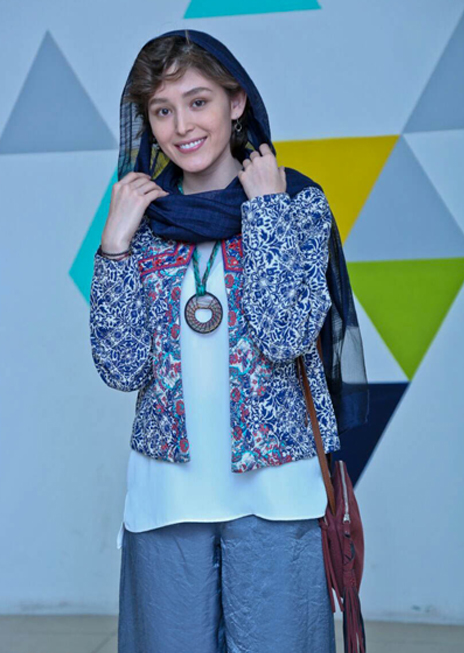
Hosseini (2018)

| Any       | Títol                                                                 | Autor                    | Director           | Lloc             | Ref.   |
| --------- | --------------------------------------------------------------------- | ------------------------ | ------------------ | ---------------- | ------ |
| —         | I'm a Salvador                                                        |                          |                    |                  | [ 23 ] |
| 2015      | My Cinemas                                                            | Mohammad Rahmanian       | Mohammad Rahmanian | Charsou Cineplex | [ 23 ] |
| 2016      | A Memory, a Monologue, a Rant, and a Prayer                           | Varis                    | Mehrdad Khamenei   | Entezami Museum  | [ 23 ] |
| 2016      | The Little Black Fish                                                 | Samad Behrangi           | Mehrdad Khamenei   | Entezami Museum  | [ 23 ] |
| 2017      | El Petit Príncep                                                      | Antoine de Saint-Exupéry | Mehrdad Khamenei   | Entezami Museum  | [ 23 ] |
| 2017–2018 | I Am an Emotional Creature: The Secret Life of Girls Around the World | Eve Ensler               | Mehrdad Khamenei   | Entezami Museum  | [ 23 ] |

## Premis i nominacions

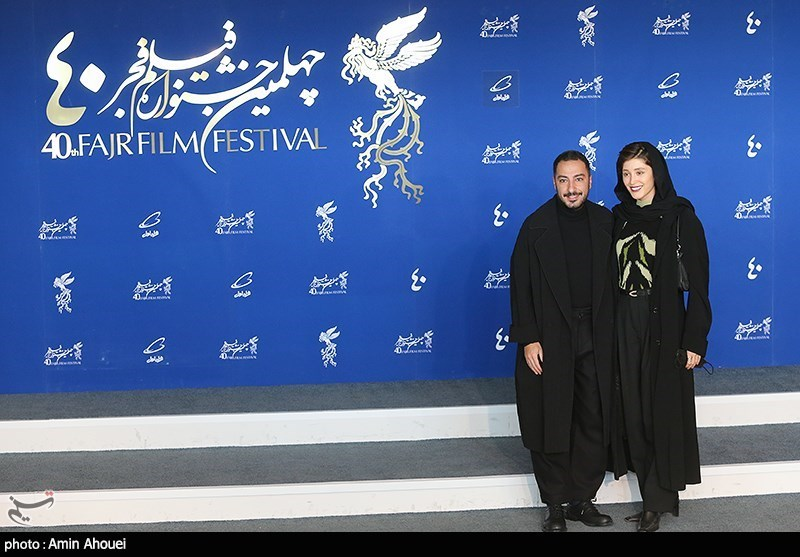
Hosseini i Navid Mohammadzadeh al 40è Festival Internacional de Cinema de Fajr (2022)

| Premi                                          | Any  | Categoria                                    | Treball nominat         | Resultat          | Ref.   |
| ---------------------------------------------- | ---- | -------------------------------------------- | ----------------------- | ----------------- | ------ |
| Festival Internacional de Cinema de Fajr       | 2022 | Millor actriu secundària                     | Squad of Girls          | Diploma honorífic | [ 24 ] |
| Premis Hafez                                   | 2021 | Millor actriu - Sèrie de televisió dramàtica | The Frog                | Rebutjat          | [ 25 ] |
| Premis Hafez                                   | 2024 | Millor actriu - Sèrie de televisió dramàtica | The Asphalt Jungle      | Nominat           | [ 26 ] |
| Celebració de Cinema d'Iran Iran               | 2018 | Millor actriu en un paper protagonista       | Parting                 | Nominat           | [ 27 ] |
| Festival Internacional de Cinema de Marràqueix | 2016 | Millor actriu                                | Parting                 | Guanyador         | [ 28 ] |
| Festival de Cinema d'Otranto                   | 2024 | Millor actriu                                | Dwelling Among the Gods | Guanyador         | [ 29 ] |